# 鄭域輪
鄭域輪，河南息县人，清朝政治人物。拔贡出身。
嘉庆十四年（1809年），擔任清朝廣州府新安縣知縣。后由李維榆接任。